# Saison 2 de Modern Family
Chronologie
Saison 1 Saison 3
Cet article présente la liste des épisodes de la deuxième saison de la série télévisée américaine Modern Family.

## Généralités
- Aux États-Unis, cette saison a été diffusée entre le 22 septembre 2010 et le 25 mai 2011 sur le réseau ABC.
- Au Canada, elle a été diffusée en simultané sur Citytv.
- En France, depuis le 21 août 2011 sur Paris Première et depuis le 6 juillet 2012 sur M6.
- En Suisse, depuis le 4 septembre 2011 sur TSR1
- Au Québec depuis le 26 juin 2012 sur Télé-Québec

## Synopsis de la saison
Pour cette saison, Phil et Claire retrouvent leurs alter-égos de la Saint Valentin, Alex est diplômée du collège et la famille célèbre pour la première fois Halloween et la fête des Mères.

## Distribution

### Acteurs principaux
- Ed O'Neill (VF : Michel Dodane) : Jay Pritchett
- Julie Bowen (VF : Gaëlle Savary) : Claire Dunphy
- Ty Burrell (VF : Loïc Houdré) : Phil Dunphy
- Sofía Vergara (VF : Sophie Riffont) : Gloria Delgado-Pritchett
- Jesse Tyler Ferguson (VF : Jérôme Berthoud) : Mitchell Pritchett
- Eric Stonestreet (VF : Daniel-Jean Colloredo) : Cameron Tucker
- Sarah Hyland (VF : Alexia Papineschi) : Haley Dunphy (sauf épisodes 10 et 12)
- Nolan Gould (VF : Max Renaudin-Pratt) : Luke Dunphy (sauf épisodes 9 et 17)
- Ariel Winter (VF : Léopoldine Serre) : Alex Dunphy (sauf épisodes 7,10 et 11)
- Rico Rodriguez (VF : Lewis Weill) : Manny Delgado (sauf épisode 13)

### Acteurs récurrents
- Reid Ewing (VF : Hervé Grull) : Dylan Marshall
- Nathan Lane (VF : Patrick Guillemin) : Pepper Saltzman
- Celia Weston (VF : Anne Kerylen) : Barb Tucker
- Kevin Daniels (VF : Régis Lang) : Longinus
- Anjali Bhimani (VF : Isabelle Langlois) : Nina Patel
- Craig Zimmerman (en) (VF : Yannick Blivet) : Crispin
- Philip Baker Hall (VF : Richard Leblond) : Walt Kleezak

## Épisodes

### Épisode 1:Massacre à la scie sauteuse
- États-Unis : 22 septembre 2010 sur ABC[1]
- France : 21 août 2011 sur Paris Première
- Suisse : 4 septembre 2011 sur TSR1
- Québec : 26 juin 2012 sur Télé-Québec[2]

- États-Unis : 12,67 millions de téléspectateurs[3] (première diffusion)

- Callie Thompson (Kelly)

### Épisode 2:Embrasse-moi, idiot
- États-Unis : 29 septembre 2010
- France : 21 août 2011
- Suisse : 4 septembre 2011
- Québec : 3 juillet 2012

- États-Unis : 11,92 millions de téléspectateurs[4] (première diffusion)

- Aaron Sanders (Jeremy)

### Épisode 3:Attention les secousses
- États-Unis : 6 octobre 2010
- France : 21 août 2011
- Suisse : 11 septembre 2011
- Québec : 10 juillet 2012

- États-Unis : 11,44 millions de téléspectateurs[5] (première diffusion)

- Nathan Lane (Pepper)
- Vic Polizos (Plombier)

### Épisode 4:Le Pacte du Nord-Express
- États-Unis : 13 octobre 2010
- France : 21 août 2011
- Suisse : 18 septembre 2011
- Québec : 17 juillet 2012

- États-Unis : 11,45 millions de téléspectateurs[6] (première diffusion)

- Luis Jose Lopez (barman)
- Reggie De Leon (DJ)
- Laura Leyva (épouse de Julio)
- Myrna Velasco (jeune mariée)
- Marcus Deanda (jeune marié)

### Épisode 5:Ordi soit qui mal y pense
- États-Unis : 20 octobre 2010
- France : 21 août 2011
- Suisse : 18 septembre 2011
- Québec : 24 juillet 2012

- États-Unis : 11,97 millions de téléspectateurs[7] (première diffusion)

- Michael Rothhaar (Larry)
- Carla Renata (Nikki)
- Lauren Cohan (réceptionniste)
- Libby Baker (Stephanie)
- Kiran Deol (Kavita)
- Taylor Nichols (Mr. Plympton)

### Épisode 6:La Maison des horreurs
- États-Unis : 27 octobre 2010
- France : 28 août 2011
- Suisse : 25 septembre 2011
- Québec : 31 juillet 2012

- États-Unis : 13,14 millions de téléspectateurs[8] (première diffusion)

- Ryan Gaul (Lance)
- Amir Talai (Dale)
- Mike Faiola (James)
- Chris Erric Maddox (Ethan)
- Justin Kirk (Charlie Bingham)
- Matt Besser (Jerry)
- Lauren Tju (enfant N°1)
- Tanner Buchanan (enfant N°2)
- Curtis Harris (enfant N°3)
- Randy Haynie (stunt safety)

### Épisode 7:Beaucoup de bruit pour rien
- États-Unis : 3 novembre 2010
- France : 28 août 2011
- Suisse : 2 octobre 2011
- Québec : 7 août 2012

- États-Unis : 12,24 millions de téléspectateurs[9] (première diffusion)

- Reid Ewing (Dylan)
- Bryan Krasner (Jack)
- Jim Devoti (Ron)
- Darren Dupree Washington (Ian)
- Mike Rock (Jim)
- Samantha Klein (Deb)

### Épisode 8:À la recherche de l'enfance perdue
- États-Unis : 17 novembre 2010
- France : 28 août 2011
- Suisse : 2 octobre 2011
- Québec : 14 août 2012

- États-Unis : 12,09 millions de téléspectateurs[10] (première diffusion)

- Norman Lloyd (Donald)
- Norma Michaels (Helen)

### Épisode 9:Touché - peloté
- États-Unis : 24 novembre 2010
- France : 28 août 2011
- Suisse : 9 octobre 2011
- Québec : 21 août 2012

- États-Unis : 10,57 millions de téléspectateurs[11] (première diffusion)

- Celia Weston (Barb Tucker)
- Reid Ewing (Dylan)
- Amro Salama (docteur)
- Ki Hong Lee (serveur)
- Thomas Kasp (David)

### Épisode 10:Si je t'attrape, je te mords!
- États-Unis : 8 décembre 2010
- France : 28 août 2011
- Suisse : 2 octobre 2011
- Québec : 28 août 2012

- États-Unis : 11,07 millions de téléspectateurs[12] (première diffusion)

- Julie Dretzin (Lisa)
- Artemis Pebdani (Bethenny)
- Danny Trejo (Gus)
- Melody Butiu (Babysitter)
- Steve Kehela (Rob)
- Mo Mandel (Bill)
- Kevin Daniels (Longines)
- Greg Roman (D.J.)

### Épisode 11:Ralentissez vos voisins
- États-Unis : 5 janvier 2011
- France : 4 septembre 2011
- Suisse : 16 octobre 2011
- Québec : 4 septembre 2012[13]

- États-Unis : 11,83 millions de téléspectateurs[14] (première diffusion)

- James Marsden (Barry)
- Jami Gertz (Laura)
- Sharon Omi (Mrs. Ko.)

### Épisode 12:Croctopus
- États-Unis : 12 janvier 2011
- France : 4 septembre 2011
- Suisse : 16 octobre 2011
- Québec : 12 septembre 2012[15]

- États-Unis : 11,12 millions de téléspectateurs[16] (première diffusion)

- Mary Lynn Rajskub (Tracy)
- Mark Povinelli (Bobby)
- Adam Kulbersh (Mike Hoffman)
- Stephnie Weir (en) (Stephanie Hoffman)
- Anjali Bhimani (Nina Patel)
- Ajay Mehta (en) (Vish Patel)

### Épisode 13:Dans de beaux draps
- États-Unis : 19 janvier 2011
- France : 4 septembre 2011
- Suisse : 30 octobre 2011
- Québec : 19 septembre 2012

- États-Unis : 10,94 millions de téléspectateurs[17] (première diffusion)

- Rachael Harris (Amelia)
- Munda Razooki (Serveur)

### Épisode 14:Le Retour deMisterClive
- États-Unis : 9 février 2011
- France : 4 septembre 2011
- Suisse : 30 octobre 2011
- Québec : 26 septembre 2012

- États-Unis : 13,16 millions de téléspectateurs[18] (première diffusion)

- Reid Ewing (Dylan)
- Jeremy Rowley (Broderick)
- Trevor Torseth (Greg)
- Edward Stanley (maitre d'hôtel)
- James Greene (vieil homme)
- Nan Tepper (vieille femme)
- Abraham Higginbotham (livreur)

### Épisode 15:Rencontre du deuxième type
- États-Unis : 16 février 2011
- France : 4 septembre 2011
- Suisse : 6 novembre 2011
- Québec : 3 octobre 2012

- États-Unis : 10,57 millions de téléspectateurs[19] (première diffusion)

- Shelley Long (Dede)
- Matt Dillon (Robbie)
- Kate Reinders (Princesse)

### Épisode 16:Non je ne regrette rien…
- États-Unis : 23 février 2011
- France : 11 septembre 2011
- Suisse : 6 novembre 2011
- Québec : 10 octobre 2012

- États-Unis : 10,17 millions de téléspectateurs[20] (première diffusion)

- Jeremy Scott Johnson (Andrew)
- Eva Simone Fisher (Serveuse)
- Jeff Staron (étudiant de musique)
- Kate Rylie (serveuse)
- Rudy Cardenas (serveur chanteur no. 1)
- Kandace Ferrel (serveur chanteur no. 2)
- Jason Morales (serveur chanteur no. 3)
- Joseph Sanfelippo (serveur chanteur no. 4)

### Épisode 17:Deux singes et un panda
- États-Unis : 2 mars 2011
- France : 11 septembre 2011
- Suisse : 13 novembre 2011
- Québec : 17 octobre 2012

- États-Unis : 10,11 millions de téléspectateurs[21] (première diffusion)

- Kaliko Kauahi (pédicure)
- Christen Sussin (Laurie)
- Tangie Ambrose (Noranne)
- Mary Anne McGarry (Winnie)
- Jonathan McMurtry (Ed)

### Épisode 18:Une soirée très gay
- États-Unis : 23 mars 2011
- France : 11 septembre 2011
- Suisse : 20 novembre 2011
- Québec : 24 octobre 2012

- États-Unis : 10,9 millions de téléspectateurs[22] (première diffusion)

- Nathan Lane (Pepper)
- Philip Baker Hall (Walt Kleezak)
- Kevin Daniels (Longinus)
- Craig Zimmerman (Crispin)
- Reid Ewing (Dylan)

### Épisode 19:Voyage musical autour du monde
- États-Unis : 13 avril 2011
- France : 11 septembre 2011
- Suisse : 27 novembre 2011
- Québec : 31 octobre 2012

- États-Unis : 9,61 millions de téléspectateurs[23] (première diffusion)

- Jonathan Banks (VF : Féodor Atkine) (Donnie Pritchett)
- Megan Raich (Emma)
- Malachi Smith (Delroy)
- Troy Brown (enfant du moulin)
- Ryan McGilvary (enfant chanteur no. 2)
- Alyssa Peterson (enfant chanteur no. 3)
- Joshua Greene (enfant chanteur no. 4)
- Max Katzman (enfant chanteur no. 5)
- Miranda Barraza (enfant chanteur no. 6)
- Adrian Schemm (enfant chanteur no. 7)
- Victoria Madison (enfant chanteur no. 8)
- Shayna Smith (enfant chanteur no. 9)
- Kai Selexman (enfant chanteur no. 10)
- Saundra Rin (enfant chanteur no. 11)
- Buddy White (enfant chanteur no. 12)

### Épisode 20:Tuteurs nés
- États-Unis : 20 avril 2011
- France : 11 septembre 2011
- Suisse : 11 décembre 2011
- Québec : 7 novembre 2012

- États-Unis : 9,95 millions de téléspectateurs[24] (première diffusion)

- Alice Dodd (Dr Klausner)
- Rachael Marie (Gabby)
- Hector Osorio (agent de sécuriré)

### Épisode 21:L'Amour en mère
- États-Unis : 4 mai 2011
- France : 18 septembre 2011
- Suisse : 18 décembre 2011
- Québec : 14 novembre 2012

- États-Unis : 9,9 millions de téléspectateurs[25] (première diffusion)

- Jean Villepique (Jennifer)
- Todd Weeks (Roy)
- Elijah Ebe (enfant)

### Épisode 22:Phil la menace
- États-Unis : 11 mai 2011
- France : 18 septembre 2011
- Suisse : 8 janvier 2011
- Québec : 21 novembre 2012

- États-Unis : 10,15 millions de téléspectateurs[26] (première diffusion)

- Lin-Manuel Miranda (Guillermo)

### Épisode 23:Le Ciboulot de la promo
- États-Unis : 18 mai 2011
- France : 18 septembre 2011
- Suisse : 15 janvier 2012
- Québec : 28 novembre 2012

- États-Unis : 10,3 millions de téléspectateurs[27] (première diffusion)

- Gina St. John (Kaizler)
- Martin Morales (chauffeur)

### Épisode 24:Ohé du bateau!
- États-Unis : 25 mai 2011[28]
- France : 18 septembre 2011
- Suisse : 15 janvier 2012
- Québec : 5 décembre 2012[29]

- États-Unis : 10,31 millions de téléspectateurs[30] (première diffusion)

- Rob Huebel (Glen Whipple)
- Mim Drew (cliente)